# Wadbilliga-Nationalpark
Der Wadbilliga-Nationalpark ist ein Nationalpark im Südosten des australischen Bundesstaates New South Wales, 425 km südlich von Sydney und 150 km südöstlich von Canberra. Die nächstgelegenen größeren Städte sind Cooma im Westen, Narooma an der Küste im Osten und Bega im Süden. Nächstgelegene Kleinstadt ist Cobargo am Ostrand des Parks.
Der Park ist eine Wildnis in noch nahezu ursprünglichem Zustand. Es gibt enge Täler und wilde Schluchten. Das Gebiet ist zum Zelten und Wandern (nur für geübte, gut ausgestattete Wanderer) geeignet. Die wichtigsten Sehenswürdigkeiten sind Tuross Falls (Wasserfälle des Tuross River), die Tuross River Gorge und die Brogo Wilderness Area mit dem Brogo River. Der Wadbilliga Track ist eine Geländepiste für allradangetriebene Fahrzeuge, die über die Felsstufen von Osten nach Westen nach oben führt.
Das Gebiet von Wadbilliga ist ein sehr entlegener Teil Australiens und wurde während der europäischen Besiedlung wenig beachtet. In den letzten Jahrzehnten wurde es zum Schutzgebiet und absichtlich in natürlichem Zustand belassen.

## Flora
Das wellige Plateau und die steilen Canyons bieten eine Reihe verschiedener Lebensräume. Pinkwood-Regenwald (Eucryphia moorei) kommt in waldbrandgeschützten Canyons vor. Black Ash (Eucalyptus sieberi), Monkey Gum (Eucalyptus cypellocarpa), Messmate (Eucalyptus obliqua), White Ash (Eucalyptus fraxinoides) und Snow Gum (Eucalyptus pauciflora) kommen in größeren Höhen vor. Wälder mit Yellow Box (Eucalyptus melliodora), Manna Gum (Eucalyptus viminalis) und Forest Red Gum (Eucalyptus tereticornis) findet man in den niedrigeren Bereichen. Weitere Lebensräume sind Moore, trockener, ausgesetzter, lockerer Eukalyptuswald, Auwälder, Sümpfe und Heiden. Seltene Pflanzen im Wadbilliga-Nationalpark sind der Deua Gum (Eucalyptus wilcoxii) und die kleinen Büsche Kunzea sp. Wadbilliga.

## Fauna
Auch das Tier- und Vogelleben in der Gegend ist relativ ungestört. Über 120 Vogelarten wurden hier registriert. Darüber hinaus findet man Wombats, Kängurus, Wallabys, verschiedene Possums, Schnabeltiere, Ameisenigel und viele andere.

## Bilder

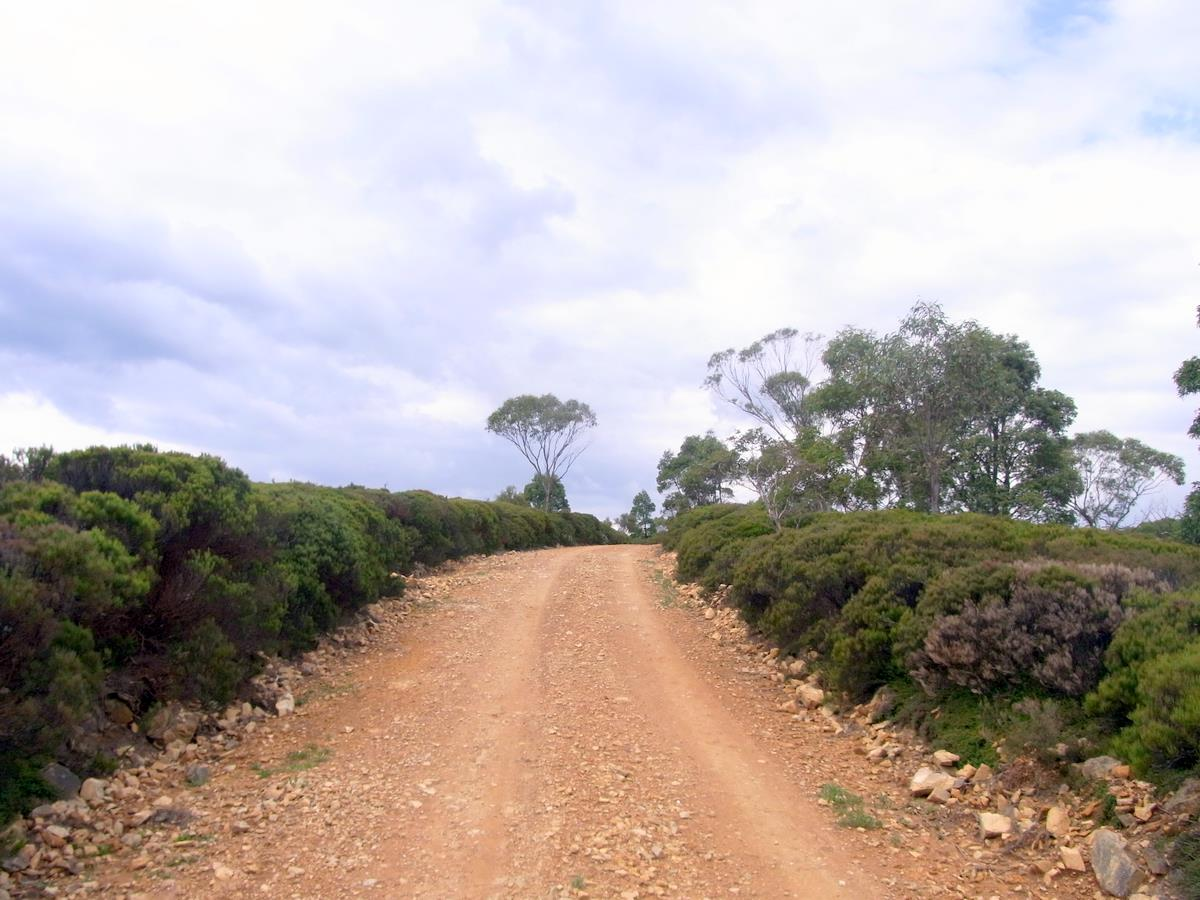
Heideland am Wadbilliga Track
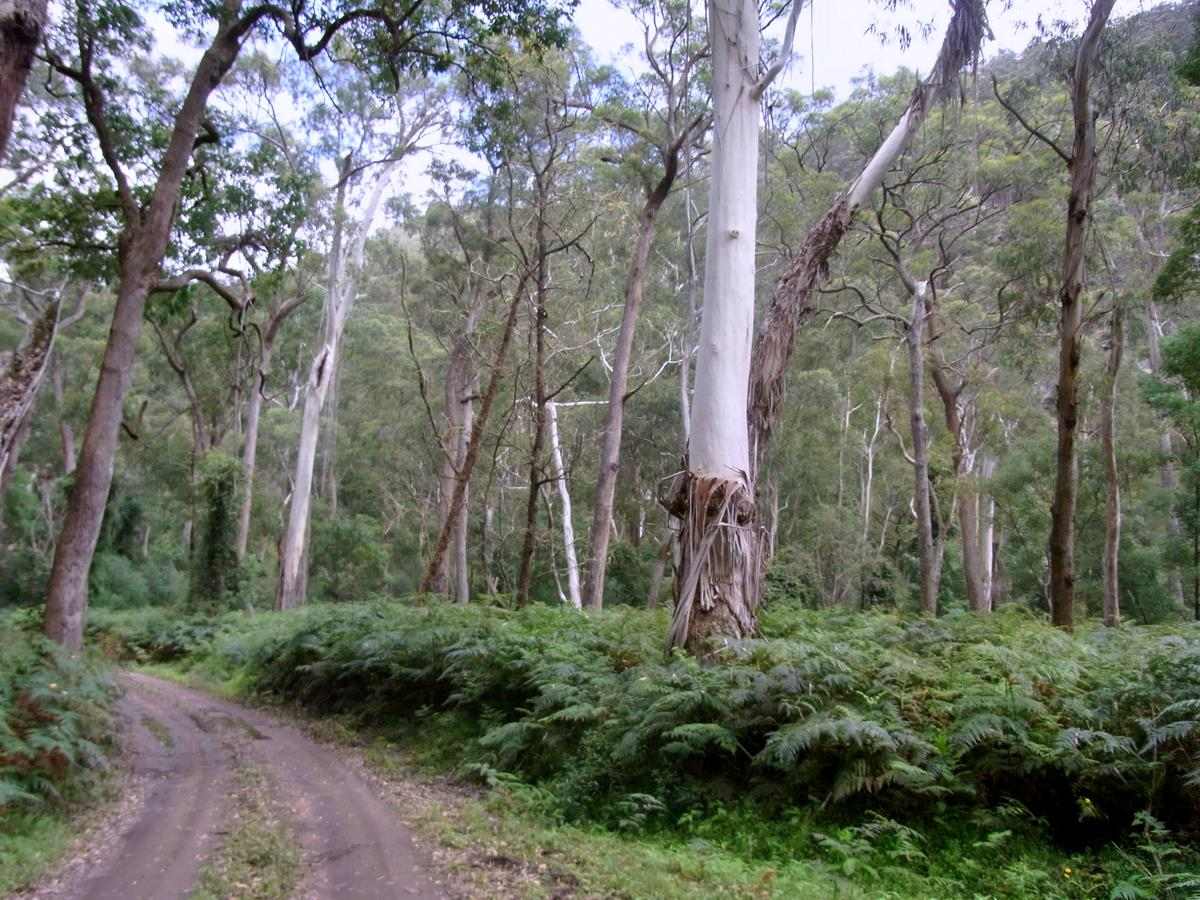
Manna Gum am Wadbilliga Track
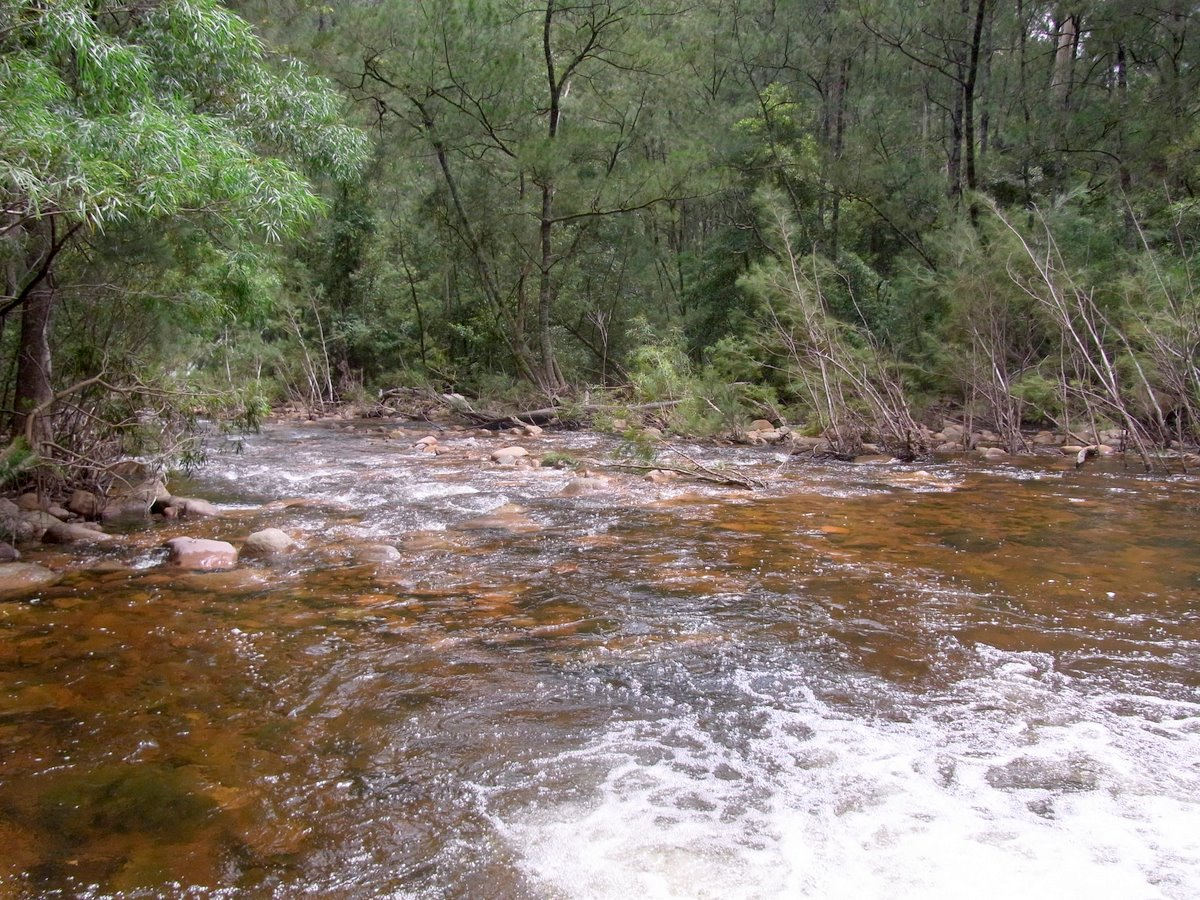
Wadbilliga River